# Leandro Fernández de Moratín (obraz Goi, 1799)
Leandro Fernández de Moratín – obraz olejny wykonany przez hiszpańskiego malarza Francisca Goyę (1746–1828), przedstawiający hiszpańskiego dramaturga i poetę Leandra Fernándeza de Moratína. Obraz znajduje się w zbiorach Królewskiej Akademii Sztuk Pięknych św. Ferdynanda w Madrycie.

## Leandro Fernández de Moratín
Leandro Fernández de Moratín (Madryt, 1760 – Paryż, 1828) był hiszpańskim dramaturgiem. Pisał utwory poetyckie, ody, sonety i ballady, ale wyróżniał się jako dramatopisarz. Jako sekretarz finansisty Francisca Cabarrusa podróżował do różnych krajów europejskich, zwłaszcza Francji, w której widział wzór do naśladowania, aby rozwiązać problemy ubóstwa i zacofania kulturalnego w Hiszpanii. Po zakończeniu hiszpańskiej wojny niepodległościowej toczonej przeciwko Napoleonowi i przywróceniu monarchii absolutnej, w Hiszpanii zapanował terror i prześladowania liberałów, zwolenników konstytucji i popierających Francuzów (tzw. afrancesados). Moratín musiał emigrować do Francji, gdzie mieszkał do końca życia.

## Okoliczności powstania
Liczne źródła potwierdzają przyjaźń, która łączyła Moratína i Goyę. Dramaturg wielokrotnie wspomina o malarzu w swoim pamiętniku, zanotował m.in. sesję w warsztacie malarza 16 lipca 1799, kiedy pozował do obrazu. Obaj porozumiewali się także na płaszczyźnie artystycznej, Moratín był znawcą sztuki i zdolnym rysownikiem, wspólnie kontemplowali dzieła sztuki. Zarówno dzieła literackie Moratína, jak i Kaprysy Goi, miały typowy dla oświeceniowych artystów satyryczny i krytyczny charakter wobec konwencji społecznych i następstw zacofanych tradycji.
Jest to pierwszy z dwóch portretów, które Goya namalował dla swojego przyjaciela, przedstawiając go u szczytu kariery. Drugi powstał w 1824 roku w Bordeaux, gdzie obaj spotkali się na emigracji. Moratín był bardzo zadowolony z portretu, potrafił docenić jego postępowy, zapowiadający romantyzm charakter – w podziękowaniu zadedykował Goi pochlebną strofę.

## Opis obrazu
Portret Moratina różni się od innych dzieł Goi z tego okresu – jest bezpośredni, przez wielu krytyków uważany za dzieło romantyczne, wyprzedzające swoją epokę. Twarz dramaturga wyłania się z bardzo ciemnego tła, jest oświetlona mocnym strumieniem światła (tak, jakby znajdował się na scenie), które koncentruje się na czole i kościach policzkowych. Moratín ma żywe oczy, wydatny nos, który malarz częściowo ukrył, malując go niemal prostopadle, pełne usta i zaokrąglony podbródek. Nosi naturalnie rozpuszczone włosy, w stylu francuskich rewolucjonistów. Spogląda na widza w zamyśleniu, Goya oddaje jego poważny i nieśmiały charakter. Strój jest surowy, lecz elegancki, malarz odrzuca wszelkiego rodzaju ozdobniki, koncentrując się na spojrzeniu i charakterze portretowanego. Ciemnobrązowa kurtka dodatkowo uwidacznia kontrast światłocienia w tej kompozycji. Światłocień przywodzi na myśl obrazy Rembrandta, jednego z mistrzów Goi.

## Proweniencja
W 1812 Moratín, obawiając się represji przeciwko liberałom, wyjechał do Walencji, a następnie do Barcelony. Część jego majątku pozostała w Madrycie, w tym portret namalowany przez Goyę. 22 marca 1817 w liście do swojej byłej narzeczonej Franciski de Gertrudis Muñoz y Ortiz (zwanej Paquita Muñoz) poeta przekazał jej portret w użytkowanie „do końca jej dni”, a spadkobiercę miał wskazać w testamencie. Paquita była młodszą od niego o 20 lat córką emerytowanego oficera, o której rękę się starał, jednak wydano ją później za dużo starszego bogacza. Do przeżyć z tego okresu nawiązał w swojej komedii El sí de las niñas, której tytułowa bohaterka, nosząca imię Paquita, zakochana jest w młodym Carlosie, lecz przez matkę namawiana do małżeństwa z bogatym Diego. W liście z 22 grudnia 1822 Moratìn podarował jej pozostałe obrazy z jego kolekcji i zgodził się, by mogła je sprzedać. Zastrzegł przy tym własność portretu namalowanego przez Goyę.
Moratín zmarł na emigracji w Paryżu 21 czerwca 1828. W testamencie rozporządził, aby Francisca Muñoz przekazała portret Akademii św. Ferdynanda, za co miała otrzymać 50 duros (250 peset) rekompensaty. Z korespondencji Manuela Garcíi de la Prada z Manuelem Silvelą wiadomo, że zmiana woli poety i rozstanie z obrazem sprawiło Francisce Muñoz wielką przykrość – ostatecznie zgodziła się go oddać. Obraz został włączony do kolekcji akademii 24 grudnia 1828. 
Obraz został wybrany do ilustrowanego zbioru najważniejszych dzieł Akademii św. Ferdynanda (Cuadros selectos de la Real Academia de Bellas Artes de San Fernando) wydanego w 1885. W tym celu malarz José María Galván wykonał rysunek i rycinę na podstawie obrazu.